# Redwood City
Redwood City är en stad i den amerikanska delstaten Kalifornien med en yta av 89,5 km², varav 39,1 km² är vatten, och en folkmängd som uppgår till 79 000 invånare (2006). Redwood City är huvudorten i San Mateo County. Stadens valspråk är "Climate Best by Government Test". Det är en förkortning av det ursprungliga, 1925 antagna valspråket "By Government Test, Our Climate is Best".

## Kända personer från Redwood City
- Cedric Bixler-Zavala, musiker och låtskrivare
- Linda Cardellini, skådespelare
- Jon Huntsman, politiker och diplomat, guvernör i Utah 2005-2009